# Parakramabahu VI
Parakrama Bahu VI (probablement va iniciar el seu regnat com Parakrama Bahu Epa o Parakrama Bahu Raja) fou rei de Gampola de vers 1410 a 1467. Era 
fill de la princesa Sunethra Maha Devi i del notable local Lameni Jayamahalena (Príncep Jayakahalena) el que suposaria que en línea masculina era net de Parakramabahu V, el qual al seu torn era fill de Vijayabahu V i en cas de ser descendent de Jayamahalena ho era a través d'una filla de Prakamabahu V casada amb un fill de Jayamahalena de nom Lameni
El Mahavansa situa la seva pujada al tron el 1410. Les cròniques xineses situén la seva investidura al tron el 1411 però probablement fou una confirmació d'un rei que ja havia estat situat en el poder per l'almirall Ching Ho (Zheng He) quan va conquerir la capital. El propi rei i altres notables presoners a la cort xinesa es van declarar en favor de Seay-pa-nea-na, i un enviat li va portar el segell que l'investia de la dignitat reial com a vassall de l'imperi. La crònica xinesa Woo-heo-peen o "Records de la dinastia Ming" diu que Seay-pa-nea-na fou anomenat després Pu-la-ko-ma Ba-zae La-cha (Parakrama Bahu Raja). Aquest sobirà va establir la seva capital a Kotte (Jayavardhana) obrint l'anomenat període del regne de Kotte si bé va continuar la dinastia de Siri Sanga Bo.
El rei tenia dos fills adoptius: Sapumal Cumara i Ambulugala Kuda Cumara, que foren educats acuradament i quan van arribar a l'edat va encarregar a Sapurnal la conquesta del regne tàmil del nord (Jaffna) i li va donar tropes. El Mahavansa descriu l'expedició al nord dient que va conquerir moltes poblacions i va fer molts presoners que va portar a Kotte, però sense resultat decisiu. El va enviar una segona vegada amb un exèrcit i va aconseguir ocupar Jaffna i alguns ports però al entrar el príncep a Jaffna va caure en una emboscada i fou fet presoner; no obstant va poder fugir i es va reunir amb les seves tropes fent una carnisseria a la ciutat. El Arya Chakrawati (rei) fou fet presoner i executat i la seva esposa i fills portats a Kotte. El regne de Jaffna, poblat de tàmils i mallales va quedar ocupat. Jaffna era una ciutat important amb grans carrers, cases i jardins; el rei disposava d'una guàrdia anomenada Doluwara. Sapumal va rebre el virregnat de Jaffna.
Un vaixell comercial que anava entre el regne de Kotte i el de Jaffna fou capturat per un cap local de la rodalia de Jaffna, anomenat Wira Rama, i el rei Parakramabahu VI va enviar una flota, va derrotar i capturara a Wira Rama que fou executat i va baixar cap a Soly Rata on va saquejar diverses poblacions entre les quals les quatre principals (anomenades les Makudam Cottah o Kotte) van pagar en endavant un tribut anyal.
El 1459 el rei va refusar enviar el tribut anyal que pagava a l'emperador de la Xina i que fins aleshores sempre havia pagat (des de 1411).
Va construir un temple a Kotte de tres plantes en forma de corona, per allotjar la Dent Sagrada. Al poble de Pepiliyana (Pappatakanana) prop de Kotte va construir un temple i una pririvena anomenada Sunetrardevi (per la seva mare) i va assegurar el seu manteniment amb la cessió de camps i viles. Entre les seves obres figura el haver fet copies dels pitakes amb el seu Atthakatha (commentari) i el Tikd (glosssari). Va reparar la dagoba Mahiyangana i altres llocs. Durant el seu regnat va arribar a donar 26.142 equips de roba monàstica als monjos; també va donar 3.432 equips de roba de cotó confeccionats en 24 hores (Kathina Dhwana).
Nicola de Conti, un comerciant venecià, esmenta la canyella de Ceilan per primer cop el 1444.
Al darrer any del seu regnat el governador de Gampola, Sojawna Sewo, va rebutjar pagar el tribut corresponent al rei ni enviar soldats pel seu servei. El rei va enviar al seu segon fill Ambulugala Cumara amb un exèrcit i l'expedició va tenir èxit i Gampola fou conquerida i el governador fet presoner junt amb diversos parents; el governador va acceptar pagar el tribut en el futur i el seu adigar ho va garantir; els familiars foren portats a Kotte probablement com a ostatges.
Parakrama Bahu VI fou patró de la literatura. Durant el seu regnat Tottagamuva va escriure els seus llibres principals; va esdevenir mestre en tots els camps de coneixement que va escollir. El seu nom derivava del seu territori d'origen, Tottagamuwa al sud, però el seu nom real era Sri Rahulastha Wirayo. Escrivia en sis llengües: sànscrit, maghadi (pali), apabbransa, paisachi, suraseua i tàmil, i per aquesta raó fou anomenat Shadbahasha-pararaeshwara (cap lingüista expert en sis llengües). Tobtagamuwa fou un favorit de Parakramabahu i es creu que va residir a palau abans d'entrar en la religió i fer-se monjo, si bé va seguir rebent el patronatge del rei. Tottagamuwa fou fidel al rei i a la dinastia el que es reflecteix en els seus escrits. El seu primer escrit o obra fou el Kaviasekara (versió poètica de la encarnació de Buda) en un estil elaborat i enèrgic i la versificació correcte i elegant; hauria tardat 29 anys en la seva composició (1415 a 1444). La segona obra fou el Selalihini Sandese, poesia d'argument ben concebut i dedicat al rei i a la família reial. S'hauria escrit vers 1445. Un altre obra fou el Parawi Sandese, poema de gran mèrit amb una epístola dirigida a Krishna i amb al·lusions tendres a la família reial. Finalment l'altra obra a destacar és el Moygalayana Pathipanchika, un comentari de una gramàtica pali de Moggalayana, que inclou referències al cercle de les arts i ciències hindús i als literats singalesos les obres dels quals s'han perdut avui dia. Una obra històrica, el Perakumbasiritha (Història de Parakrama Bahu) hauria estat escrita per ell segons es dedueix del seu contingut.
Durant el seu regnat es va escriure un altre obra important, el Kowul Sandese de Irrugalchula Pariwenadipati, un monjo de Mulgirigala, en la qual l'escriptor demana la benedicció de Krixna (la deitat del temple de Dondra) al príncep Sapumal i demana el millor en la guerra contra Jaffna. I finalment el reputat poema, el Gutille, fou també escrit en aquest període per un monjo de Wettewe, suposadament un deixeble de Totagamuwa.
En el seu regnat hi va haver un gran progrés en l'educació i es van crear moltes pirivenes (escoles) entre les quals la pirivena de Padmavati a Keragala dirigida per Kajaguru Vanaratana Sanharaja, l'Aranyaka a Palabatgala dirigida per Sri Dharmakirti Sangharaja, la pirivena Vijaya Bahu a Totagamuwa dirigida per Sri Rahula Sangharaja, la pirivena Sri Ganananda a Rayigama sota la direcció del cap del temple de Maha Netra el gran sacerdot Maittreya Maha Stavira, la pirivena Sunetra Maha Devi a Pepiliyana dirigida per Tipitaka Mangala Sangharaja, mestre de la Tripitaka, tots ells reconeguts erudits en totes les arts, ciències i coneixements seculars del seu temps.
Parakramabahu VI va morir en pau després de 52 anys de regnat i el va succeir Jaya Bahu II, fill de la seva germana natural Ulakuda Dewi, conegut també com a Vira Parakrama Bahu.